# قرار مجلس الأمن التابع للأمم المتحدة رقم 352
قرار مجلس الأمن التابع للأمم المتحدة رقم 352، الذي اعتمد في 21 يونيو 1974، بعد النظر في طلب غرينادا للانضمام إلى عضوية الأمم المتحدة، أوصى المجلس الجمعية العامة بقبول غرينادا.